# قرار مجلس الأمن التابع للأمم المتحدة رقم 327
قرار مجلس الأمن التابع للأمم المتحدة رقم 327، المعتمد في 2 فبراير 1973، أعاد تأكيد القرارات السابقة بشأن موضوع روديسيا وأثنى على زامبيا لقرارها بفرض العقوبات على الفور. اعتمدت خطة الأمم المتحدة لسحق حكومة روديسيا بشكل كبير على العقوبات، وقررت زامبيا فرض العقوبات عندما اختارت دول أخرى عدم القيام بذلك على الرغم من التأثير الكبير لوقف التجارة مع روديسيا على الاقتصاد الزامبي. وقرر المجلس إرسال البعثة الخاصة التي أنشأها القرار 326 لتقييم احتياجات زامبيا في الحفاظ على أشكال بديلة من الاتصال والمرور، حيث كان معظمها يتدفق عبر روديسيا في الماضي.
تمت الموافقة على القرار بأغلبية 14 صوتًا، بينما امتنع الاتحاد السوفييتي عن التصويت.